# 1936 في النرويج
فيما يلي قوائم الأحداث التي وقعت خلال عام 1936 في النرويج.

## سياسة

### انتهاء فترة المنصب
- 1 يناير – أدولف كريستوفيرسن نائب عضو برلمان النرويج  [لغات أخرى]‏.
- 1 يناير – أنطون الكسندر عضو برلمان النرويج  [لغات أخرى]‏.
- 1 يناير – أوتو هالفورسن نائب عضو برلمان النرويج  [لغات أخرى]‏.
- 1 يناير – أول جون اولسن عضو برلمان النرويج  [لغات أخرى]‏.
- 1 يناير – أولاف ميسدالشاغين نائب عضو برلمان النرويج  [لغات أخرى]‏.
- 1 يناير – أينار إيفيلاند نائب عضو برلمان النرويج  [لغات أخرى]‏.
- 1 يناير – سفين نيلسن عضو برلمان النرويج  [لغات أخرى]‏.
- 1 يناير – كارل بي. رايت نائب عضو برلمان النرويج  [لغات أخرى]‏.
- 1 يناير – كنوت جاكوبسن عضو برلمان النرويج  [لغات أخرى]‏.
- 1 يناير – مارتن يوليوس هالفورسن نائب عضو برلمان النرويج  [لغات أخرى]‏.
- 1 يناير – هارالد جرام عضو برلمان النرويج  [لغات أخرى]‏.
- 1 يناير – هارالد هالفورسن عضو برلمان النرويج  [لغات أخرى]‏.
- 1 يناير – هانس جون جنسن عضو برلمان النرويج  [لغات أخرى]‏.
- 1 يناير – هنري جاكوبسن نائب عضو برلمان النرويج  [لغات أخرى]‏.
- 1 يناير – ينس إيساك دي لانغه كوبرو عضو برلمان النرويج  [لغات أخرى]‏.
- 1 يناير – يوليوس باستيان اولسن عضو برلمان النرويج  [لغات أخرى]‏.
- 1 يناير – يوهان لودفيغ موفينكل عضو برلمان النرويج  [لغات أخرى]‏.
- 1 يناير – يوهان نيغورسفول عضو برلمان النرويج  [لغات أخرى]‏.
- 1 يناير – مارتن يوليوس هالفورسن نائب عضو برلمان النرويج  [لغات أخرى]‏.
- 1 يناير – يوليوس باستيان اولسن عضو برلمان النرويج  [لغات أخرى]‏.

## رياضة
- 1 يناير – كأس النرويج 1936 الفائز نادي فريدريكستاد.

## مواليد

### فبراير
- 22 فبراير – هيني الانين ممثلة نرويجية.[1]
- 24 فبراير – جان إيفار بيدرسن
- 26 فبراير – ليف أندرسن مُجدّف نرويجي.[2]

### أبريل
- 15 أبريل – غونار آسلاند قاضي نرويجي.
- 17 أبريل – داغني هالد فنانة نرويجية.[3]
- 25 أبريل – اينار اولسن رئيس تحرير صحيفة نرويجي.[4]

### مايو
- 28 مايو – أول ك. سارا سياسي نرويجي.

### يونيو
- 15 يونيو – ريدون أندرياسن سياسية نرويجية.

### يوليو
- 3 يوليو – باراد أوي ممثل نرويجي.[5]
- 14 يوليو – إيجل بور يونسن كاتب نرويجي.
- 24 يوليو – فين كريستنسن سياسي نرويجي.

### أغسطس
- 1 أغسطس – أسبغورن لارسن[6]
- 2 أغسطس – فرانسيس سيريستاد مؤرخ نرويجي.
- 26 أغسطس – كارل أوقست فليشر حقوقي نرويجي.[7]

### سبتمبر
- 23 سبتمبر – آن بورغ

### نوفمبر
- 29 نوفمبر – توريلد سكارد سياسية نرويجية.[8]

### ديسمبر
- 10 ديسمبر – ثور هيلاند منافِس ألعاب قوى نرويجي.
- 11 ديسمبر – إينغفار مو كاتب نرويجي.

## وفيات

### فبراير
- 25 فبراير – آرثر أموندسين (مواليد 1886) لاعب جمباز فني نرويجي.

### مارس
- 30 مارس – هيلغا هيلجيسين (مواليد 1863) معلمة نرويجية.[9]

### يوليو
- 10 يوليو – أبراهام تيودور بيرغه (مواليد 1851)[10]
- 26 يوليو – يوليوس باستيان اولسن (مواليد 1875) سياسي نرويجي.

### أغسطس
- 4 أغسطس – ألفرد بولسن (مواليد 1849)[11]